# Господар прстенова: Прстенови моћи
Господар прстенова: Прстенови моћи (енгл. The Lord of the Rings: The Rings of Power) америчка је телевизијска серија коју су створили Џ. Д. Пејн и Патрик Макај за Amazon Prime Video. Темељи се на роману Господар прстенова који је написао Џ. Р. Р. Толкин. Смештена је у Друго доба Средње земље, хиљадама година пре Толкиновог Хобита и Господара прстенова. Производи је Amazon MGM Studios уз New Line Cinema.
У новембру 2017. Amazon је преузео телевизијска права за Господара прстенова по цени од 250 милиона долара, чиме се обавезао на производњу пет сезона у вредности од најмање милијарду долара. Овај буџет чини ову серију најскупљом свих времена. У јулу 2018. потписани су Пејн и Макај. Серија се првенствено темељи на роману Господар прстенова, те није наставак филмских трилогија Господар прстенова (2001—2003) и Хобит (2012—2014). Међутим, намера продуцената серије је да дочарају филмове служећи се сличним продукцијским дизајном, млађим верзијама ликова из филмова и музиком коју је компоновао исти композитор.
Снимање прве сезоне одвијало се између фебруара 2020. и августа 2021. на Новом Зеланду, где су такође произведени и филмови, са паузом од неколико месеци због пандемије ковида 19. У августу 2021. Amazon је објавио да је производња наредних сезона премештена у Уједињено Краљевство. Снимање друге сезоне одвијало се између октобра 2022. и јуна 2023. Трећа сезона је тренутно у продукцији.
Премијера је приказана 1. септембра 2022. Постала је најгледанија оригинална серија коју је приказао Amazon Prime Video. Добила је углавном позитивне рецензије критичара, који су похвалили визуелне ефекте и дизајн, уз критике на рачун сценарија и темпа одвијања радње. Друга сезона је приказивана између августа и октобра 2024. Сусрела се са мањом гледаношћу од прве сезоне и сличним рецензијама критичара.

## Радња
Смештена у Друго доба Средње земље, серија говори о догађајима који су се десили пре Господара прстенова и Хобита. Почиње у време релативног мира и покрива све главне догађаје у Другом добу: ковање прстенова моћи, успон мрачног господара Саурона, пад острвског краљевства Нуменор и последњи савез између вилењака и људи. Ови догађаји се дешавају хиљадама година у оригиналним Толкиновим причама, али су сажети за серију.

## Улоге
| Глумац                | Улога              |
| --------------------- | ------------------ |
| Морфид Кларк          | Галадријела        |
| Лени Хенри            | Садок Бароуз       |
| Сара Звангобани       | Мариголд Брендифут |
| Дилан Смит            | Ларго Брендифут    |
| Маркела Кавена        | Нори Брендифут     |
| Меган Ричардс         | Попи Праудфелоу    |
| Роберт Арамајо        | Елронд             |
| Бенџамин Вокер        | Гил-галад          |
| Исмаел Круз Кордова   | Арондир            |
| Назанин Бонијади      | Бронвин            |
| Тајро Мухафидин       | Тео                |
| Чарлс Едвардс         | Келебримбор        |
| Данијел Вејман        | Гандалф            |
| Овајн Артур           | Дурин              |
| Чарли Викерс          | Саурон             |
| Софија Номвете        | Диса               |
| Лојд Овен             | Елендил            |
| Синтија Адај Робинсон | Миријела           |
| Тристан Гравел        | Фаразон            |
| Максим Балдри         | Исилдур            |
| Ема Хорват            | Иријена            |
| Леон Водам            | Кемен              |
| Киран Хајндс          | Мрачни Чаробњак    |
| Питер Малан           | Дурин              |

## Епизоде
| Сезона | Сезона | Епизоде | Епизоде | Оригинална објава  | Оригинална објава |
| Сезона | Сезона | Епизоде | Епизоде | Премијера          | Финале            |
| ------ | ------ | ------- | ------- | ------------------ | ----------------- |
|        | 1.     | 8       | 8       | 1. септембар 2022. | 14. октобар 2022. |
|        | 2.     | 8       | 8       | 29. август 2024.   | 3. октобар 2024.  |

### 1. сезона (2022)
| Бр. еп. (укупно) | Бр. еп. (у сезони) | Наслов          | Редитељ            | Сценариста                                            | Премијера           |
| ---------------- | ------------------ | --------------- | ------------------ | ----------------------------------------------------- | ------------------- |
| 1                | 1                  | Сенка прошлости | Х. А. Бајона       | Џ. Д. Пејн и Патрик Макај                             | 1. септембар 2022.  |
| 2                | 2                  | Залутали        | Х. А. Бајона       | Џенифер Хачисон                                       | 9. септембар 2022.  |
| 3                | 3                  | Адар            | Вејн Че Јип        | Џејсон Кејхил и Џастин Добл                           | 1. септембар 2022.  |
| 4                | 4                  | Велики талас    | Вејн Че Јип        | Стефани Фолсом, Џ. Д. Пејн и Патрик Макај             | 16. септембар 2022. |
| 5                | 5                  | Растанци        | Вејн Че Јип        | Џастин Добл                                           | 23. септембар 2022. |
| 6                | 6                  | Удун            | Шарлота Брандстром | Николас Адамс, Џастин Добл, Џ. Д. Пејн и Патрик Макај | 30. септембар 2022. |
| 7                | 7                  | Око             | Шарлота Брандстром | Џејсон Кејхил                                         | 7. октобар 2022.    |
| 8                | 8                  | Легура          | Вејн Че Јип        | Џенифер Хачисон, Џ. Д. Пејн и Патрик Макај            | 14. октобар 2022.   |

### 2. сезона (2024)
| Бр. еп. (укупно) | Бр. еп. (у сезони) | Наслов                      | Редитељ                         | Сценариста                             | Премијера           |
| ---------------- | ------------------ | --------------------------- | ------------------------------- | -------------------------------------- | ------------------- |
| 9                | 1                  | Вилењачки краљеви под небом | Шарлота Брандстром              | Џенифер Хачисон                        | 29. август 2024.    |
| 10               | 2                  | Где су звезде чудне         | Шарлота Брандстром и Луиз Хупер | Џејсон Кејхил                          | 29. август 2024.    |
| 11               | 3                  | Орао и жезло                | Луиз Хупер и Шарлота Брандстром | Хелен Шанг                             | 29. август 2024.    |
| 12               | 4                  | Најстарији                  | Луиз Хупер и Сана Хамри         | Глениз Малинс                          | 5. септембар 2024.  |
| 13               | 5                  | Камене дворане              | Луиз Хупер и Сана Хамри         | Николас Адамс                          | 12. септембар 2024. |
| 14               | 6                  | Где је он?                  | Сана Хамри                      | Џастин Добл                            | 19. септембар 2024. |
| 15               | 7                  | Осуђени на смрт             | Шарлота Брандстром              | Џ. Д. Пејн, Патрик Макај и Џастин Добл | 26. септембар 2024. |
| 16               | 8                  | Сенка и пламен              | Шарлота Брандстром              | Џ. Д. Пејн и Патрик Макај              | 3. октобар 2024.    |